# Clinton Morrison
Clinton Morrison (* 14. Mai 1979 in Tooting) ist ein irischer Fußballspieler jamaikanischer Herkunft, der seit Juli 2010 bei Sheffield Wednesday in der Football League One unter Vertrag steht.

## Karriere

### Verein
Der in England geborene Ire begann seine Karriere in den Jugendmannschaften von Crystal Palace, für dessen Profiteam er am 10. Mai 1998 in der Premier League debütierte. In der Partie gegen Sheffield Wednesday wurde er in der 82. Minute für den Angreifer Neil Shipperley eingewechselt und markierte acht Minuten später den 1:0-Siegtreffer für die Eagles. Dies war sein einziger Einsatz in jener Spielzeit. In der darauffolgenden Saison 1998/99 konnte er sich bereits einen Stammplatz bei Palace erspielen, absolvierte 37 Partien für den inzwischen in die Football League Championship abgestiegenen Verein und erzielte zwölf Tore für das Team aus London. In den folgenden drei Jahren konnte er sich als einer der wichtigsten Spieler des Teams aufdrängen und erzielte insgesamt 61 Ligatore für Crystal Palace.
Im Sommer 2002 kaufte ihn der Premier-League-Aufsteiger Birmingham City für 4,25 Millionen Pfund von den Londonern. In seiner ersten Spielzeit bei Birmingham gelang es ihm, sich schnell ins Team einzufügen und mit sechs Ligatoren in 27 Partien bester Torjäger der Mannschaft zu werden. Trotz der Torflaute der Birminghamer – mit 41 Ligatoren der drittschlechteste Wert in jener Saison – platzierte sich Morrison mit der Mannschaft auf Rang 13 und sicherte sich den Klassenerhalt. Die folgende Saison wurde auf dem 10. Rang abgeschlossen, jedoch erzielte Morrison in 32 Partien nur vier Treffer und fiel deutlich hinter dem Neuzugang aus Mönchengladbach Mikael Forssell zurück, der 17 Ligatore beisteuern konnte.
Auch in der Saison 2004/05 konnte sich Morrison mit Birmingham in der höchsten englischen Spielklasse halten, transferierte jedoch mit Sommer 2005 zurück zu seinem Jugendverein Crystal Palace. Die folgenden drei Jahre beendete er jeweils als bester Torschütze des Teams. Am 12. April 2008 erzielte er in der Partie gegen Scunthorpe United zudem seinen 100. Ligatreffer für Crystal Palace.
Im Sommer 2008 unterschrieb Morrison jedoch einen Vertrag bei Coventry City und schloss sich damit den Sky Blues an. Auch bei Coventry konnte er sich wieder einen Stammplatz sichern und zählte zu den torgefährlichsten Angreifern der Mannschaft.
Im Juli 2010 unterzeichnete er, nachdem Coventry City ihm keinen neuen Vertrag anbot, einen auf zwei Jahre befristeten Kontrakt beim Drittligisten Sheffield Wednesday.

### Nationalmannschaft
Clinton Morrison debütierte im Jahr 2001 für die irische Fußballnationalmannschaft. Nachdem er in den ersten drei Partien einen Treffer erzielt hatte, wurde er in der irischen Auswahl für die Fußball-Weltmeisterschaft 2002 aufgeboten, jedoch in keinem der vier Weltmeisterschafts-Partien eingesetzt. Auch in den folgenden vier Jahren erhielt er regelmäßige Aufgebote für die irische Nationalmannschaft und konnte insgesamt neun Tore erzielen. Sein letztes Aufgebot folgte im Jahr 2006, seither wurde er nicht mehr für Irland für ein Länderspiel nominiert.